# 大石昌史
大石 昌史（おおいしまさし、1958年11月7日 - 2015年12月22日）は日本の美学研究者、慶應義塾大学文学部教授（美学美術史学専攻）。静岡県浜松市出身。
専門は美学、芸術学、特にニーチェ美学であるが、近年は日本の美学にも関心を持ち、もののあはれや余情の美学について論究した。また日本的美意識に関する行為と場の論理構造についての発表もある。カロノロジアやエコエティカを提唱した哲学者、今道友信の教え子である。東京大学文科III類への入学時、日本文学（夏目漱石の研究）を専攻するつもりであったが、今道の影響で美学藝術学へ進学したという。2015年12月22日、交通事故のため東京都板橋区の病院で逝去、57歳没。

## 学歴
- 1977年3月　静岡県立浜松北高等学校卒業
- 1977年4月　東京大学文科III類入学
- 1983年3月　東京大学文学部　美学藝術学専修課程卒業
- 1983年4月　東京大学大学院人文科学研究科美学藝術学専門課程入学
- 1986年3月　同修士課程修了
- 1987年4月　同博士課程入学
- 1990年3月　同博士課程単位取得
- 1993年3月　同博士課程博士（文学）取得　博士論文「生起する作品 : 創造と遊戯をめぐる芸術の存在論的考察」

## 職歴（常勤）
- 1990年4月-1994年  3月　東京大学文学部助手
- 1994年4月-2005年  3月　慶應義塾大学文学部助教授
- 2005年4月-2015年12月　慶應義塾大学文学部教授
- 2008年4月-2015年12月　慶應義塾大学大学院文学研究科委員

## 職歴（非常勤）
- 1990年 9月-1991年3月　学習院女子短期大学
- 1991年 4月-1996年3月　多摩美術大学
- 1991年 4月-1998年3月　玉川大学文学部
- 1992年 4月-1993年3月　放送大学
- 1997年 4月-1998年3月　学習院大学文学部
- 1997年 4月-1998年3月　埼玉大学教養学部
- 1997年 4月-2000年3月　慶應義塾看護短期大学
- 2001年10月-2002年3月　東京大学文学部
- 東京藝術大学（美術学部・芸術学科）
- 早稲田大学第一文学部
- 早稲田大学オープン教育センター
- 成城大学大学院文学研究科

## 海外留学
- 1993年 6月-1994年3月　ドイツ　　ケルン大学
- 1999年10月-2001年3月　ドイツ　　ミュンヘン大学
- 2011年 4月-2011年9月　イギリス　キングス・カレッジ・ロンドン
- 2011年10月-2012年3月　ドイツ　　ケルン大学

## 共編書
- 『高校倫理からの哲学4　自由とは』岩波書店、2012年
- 『自省する知－人文・社会科学のアクチュアリティー』慶應義塾大学出版会、2011年
- 『伝統と象徴－美術史のマトリックス－』沖積舎、2003年
- 『日本大百科全書』第23巻、小学館、1988年

## 所属学会
- 三田哲学会
- 美学会